# Laila Soueif
Laila Soueif (1956) es una activista egipcia por los derechos humanos y de la mujer, además de matemática y profesora en la Universidad de El Cairo. Al Jazeera la llamó «una revolucionaria egipcia». Es viuda del activista Ahmed Seif El-Islam y sus tres hijos son activistas destacados: Alaa Abd El-Fattah, Sanaa Seif y Mona Seif. Su hermana es la novelista Ahdaf Soueif.

## Biografía

### Primeros años
Soueif nació en 1956 en una familia de hija de profesores universitarios. Fue a su primera protesta política en 1972 en la plaza de la Liberación en El Cairo, cuando tenía 16. Dos horas más tarde, sus padres la encontraron y la llevaron a su casa. De esa experiencia, aprendió que «era más fácil desafiar al Estado que a mis padres». A mediados de la década de 1970, Souief estudió Matemática en la Universidad de El Cairo.

### Carrera
Souief es profesora de Matemáticas en la Universidad de El Cairo. Es la fundadora del Movimiento Nueve de Marzo para la Independencia de las Universidades.
En noviembre de 2014, Souief y su hija Mona finalizaron una huelga de hambre de 76 días para protestar contra el encarcelamiento de su hijo Alaa Abd El-Fattah, aunque él y su otra hermana, Sanaa, la continuaron.

### Vida personal
Soueif conoció a quien sería su esposo, Ahmed Seif El-Islam, en la universidad a mediados de la década de 1970, cuando él era «líder de una célula comunista estudiantil clandestina que buscaba una revolución». Más tarde fue un abogado y un activista de izquierda por los derechos humanos, y estuvieron casados hasta su fallecimiento en 2014. 
Ambos son los padres de los activistas Alaa Abd El-Fattah, Sanaa Seif y Mona Seif. Su hermana es la novelista Ahdaf Soueif.